# 가타비라촌
가타비라촌(일본어: 帷子村)은 일본 기후현 가니군에 설치되었던 촌이다. 현재의 가니시 서부에 해당한다.

## 참고 문헌
- 角川日本地名大辞典編纂委員会,『角川日本地名大辞典 21 岐阜県』1980, 角川書店